# MC El Eulma
Mouloudia Chabab El Eulma is een Algerijnse voetbalclub uit El Eulma die in de op een na hoogste Algerijnse voetbalklasse uitkomt. De club is in 1936 opgericht.
USM Annaba ·
RC Arbaâ ·
OM Arzew · 
JSM Béjaïa · 
MO Béjaïa ·
A Bou Saâda ·
MC El Eulma ·
USM El Harrach ·
AS Khroub ·
Olympique Médéa ·
ASM Oran ·
RC Relizane ·
MC Saïda ·
JSM Skikda ·
DRB Tadjenanet ·
WA Tlemcen